# Prosotsani
Prosotsanī (in greco Προσοτσάνη?, in turco: Pürsıçan, in bulgaro: Prosečen, Просечен) è un comune della Grecia situato nella periferia della Macedonia orientale e Tracia (unità periferica di Drama) con 10.739 abitanti secondo i dati del censimento 2021.
A seguito dell'accorpamento dei comuni di Prosotsanī e Sitagroi per via della riforma amministrativa detta piano Kallikratis, in vigore dal gennaio 2011, che ha abolito le prefetture e accorpato numerosi comuni, la superficie del comune è ora di 482 km² e la popolazione è passata da 11.215 a 15.531 abitanti.